# Марек Майески
Марек Майески (род.23 августа 1972 года, Братислава, Чехословакия) — словацкий актёр театра, кино и дубляжа.
Работал в Трнавском театре и Театре Андрея Багара в Нитре. С 2007 года является актёром Братиславской Новой сцены, но играет также и в других театрах Словакии. Марек Майески — докторант Братиславской Высшей школы исполнительского искусства.

## Образование
- 1986—1990 — Гимназия И.Хорвата, Братислава
- 1990—1994 — студент Братиславской Высшей школы исполнительского искусства, специальность: "Актёрское мастерство"
- 1994—1995 — дипломная работа: "Профессия Актёр"
- 2004—2007 — докторант Высшей школы исполнительского искусства, специальность "актёрское мастерство", научный руководитель — проф. Е.Вашариова, тема диссертации: "Драматический персонаж: возможности перевоплощения и сценического исполнения"

## Фильмография
- 1992: Cudzinci
- 1994: Исповедь (телефильм)
- 1996: Матуш (телефильм)
- 1997: Silvánovci
- 1997: Галлюцинации сердца и разума (телефильм)
- 1997: Germinie (телефильм)
- 2000: Fragmenty z malomesta (телефильм)
- 2001: Vadí nevadí
- 2005: Между нами
- 2006: На два слога назад
- 2008: Батори
- 2008—2009: Panelák (в роли Эдо)
- 2009: Радио
- 2009: Keby bolo keby
- 2009—2010: Ordinácia v ružovej záhrade (в роли Марека Кальмана)
- 2013: Кандидат
- 2013—2014 — по настоящее время: Бурное вино (в роли Славо Долинского)
- 2015 — по настоящее время: Horná Dolná (Ян Халупка младший)